# Hrabstwo Ocean
Ocean – hrabstwo w stanie New Jersey w USA. Populacja liczy 510 916 mieszkańców (stan według spisu z 2000 roku).
Powierzchnia hrabstwa to 2372 km². Gęstość zaludnienia wynosi 310 osób/km².

## CDP
- Barnegat
- Beach Haven West
- Cedar Glen Lakes
- Cedar Glen West
- Crestwood Village
- Dover Beaches North
- Dover Beaches South
- Forked River
- Holiday City-Berkeley
- Holiday City South
- Holiday Heights
- Lakewood
- Leisure Knoll
- Leisure Village
- Leisure Village East
- Leisure Village West
- Manahawkin
- Mystic Island
- New Egypt
- North Beach Haven
- Ocean Acres
- Pine Lake Park
- Pine Ridge at Crestwood
- Silver Ridge
- Toms River
- Vista Center
- Waretown